# Las Miejski Obora w Raciborzu
Las Miejski Obora w Raciborzu – las znajdujący się we wschodniej części Raciborza, w dzielnicy Obora.

## Geografia
Las Miejski Obora usytuowany jest we wschodniej części Raciborza, po prawej stronie rzeki Odry. Ponadto kompleks leśny położony jest w południowo-zachodniej części Parku Krajobrazowego "Cysterskie Kompozycje Krajobrazowe Rud Wielkich". Obora znajduje się w korytarzu ekologicznym, tzw. Pradolinie Górnej Odry o znaczeniu międzynarodowym. 
Las zajmuje powierzchnię 164 ha, którą można podzielić na dwa zasadnicze obszary. Pierwszy o powierzchni około 35 ha, na którym znajduje się zagospodarowany i ogrodzony ogród właściwy, gdzie umieszczono kolekcje roślin i ośrodki dydaktyczne. Drugi obszar to część przyrodniczo-krajobrazowa z fragmentami naturalnej przyrody, która zajmuje pozostałą część powierzchni.
Sieć hydrograficzna kompleksu leśnego to lewobrzeżne dopływy strugi Łęgoń, którego wody łączą się z Odrą w północno-zachodniej części gminy Nędza.

## Toponimia
Nazwa lasu "Obora" wywodzi się od "obory" czy pomieszczenia dla bydła. Podejrzewa się, że w lesie znajdowały się schronienia dla zwierząt, które były wypasane na pobliskich łąkach. Na takie pochodzenie tego słowa wskazuje Augustyn Weltzel. W języku czeskim słowo to oznacza jednak "zwierzyniec". W lesie tym, który był ogrodzony, trzymano zwierzynę na królewskie polowania. Takie przeznaczanie tego terenu wskazywałoby na czeskie pochodzenie tej nazwy. W latach 30. XX wieku wprowadzono nazwę Stadtwald, ale się ona nie przyjęła.

## Historia

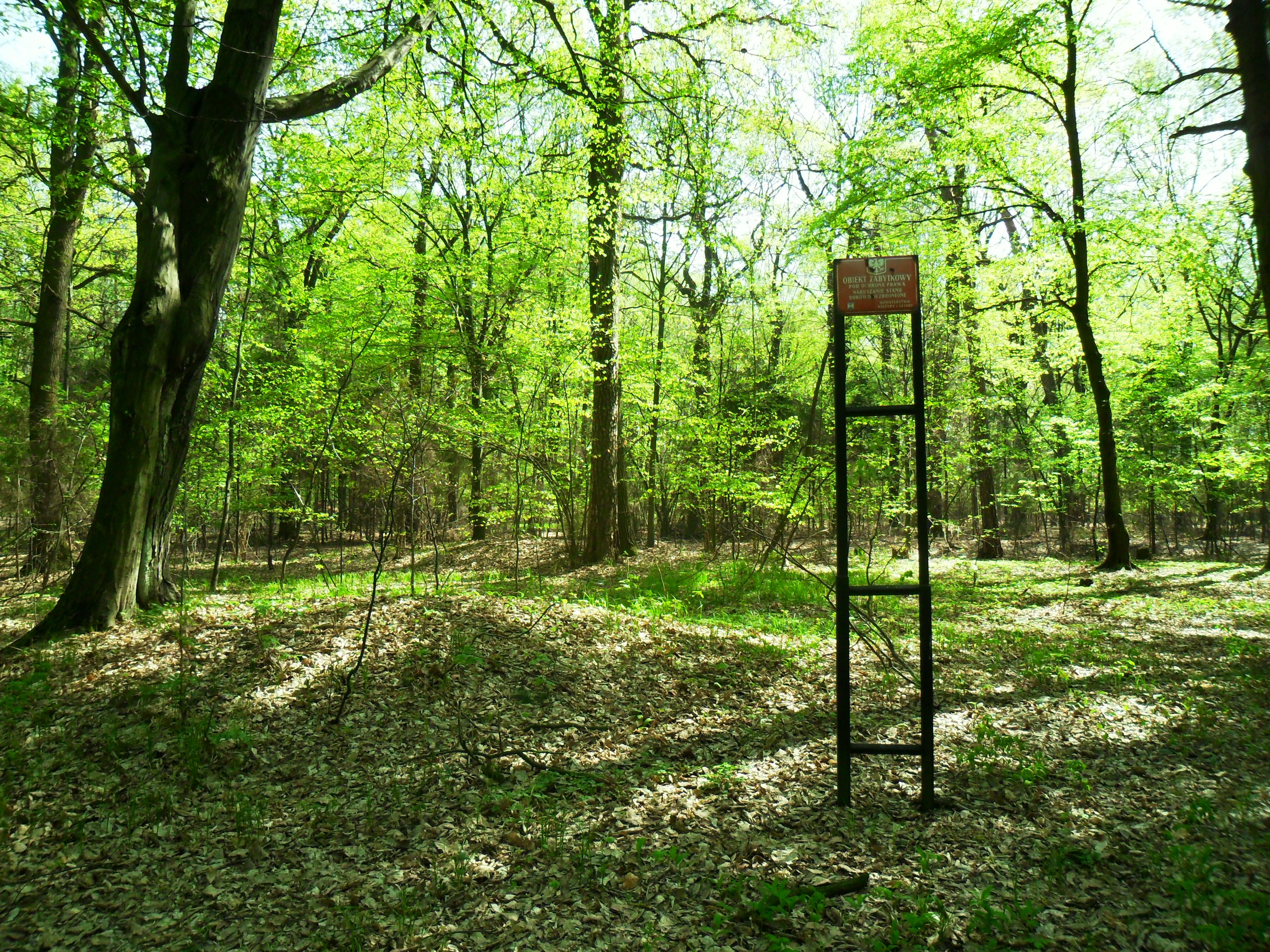
Wczesnośredniowieczne skupisko kurhanowe

Już w czasach wczesnego średniowiecza na terenie lasu znajdowało się cmentarzysko ciałopalne datowane na okres od VI do IX wieku. Obora już od dawnych czasów była kojarzona z Raciborzem. To właśnie ze źródeł wody pitnej znajdujących się w tym lesie korzystał zamkowy browar, ale również miasto. Jeszcze na planach z XIX wieku widoczne jest położenie tych wodociągów.
Las ten należał do dóbr zamkowych. Później przetrzymywano w nim zwierzynę, która była przeznaczana na królewskie polowania. Las był miejscem niedzielnych wycieczek wielu mieszkańców miasta. W wyniku plebiscytu, który miał miejsce 21 marca 1921 roku las na Widoku, będący własnością miasta znalazł się w granicach Polski, natomiast miasto w granicach Rzeszy Niemieckiej. Magistrat podejmował niedane próby odzyskania lasu, tak aby znalazł się w granicach Rzeszy. W związku z tym miasto chciało przejąć Oborę.
Las Obora wschodził w skład dóbr książęcych. Teren był ogrodzony i pilnowany przez strażników leśnych księcia Wiktora III von Ratibor. Alfons Proske, nadprezydent prowincji górnośląskiej w latach 1923–1929, Hans Piontek, starosta prowincji górnośląskiej oraz Adolf Kaschny, nadburmistrz Raciborza w połowie lat 20. XX wieku prowadzili rozmowy z księciem na temat przejęcia lasu. Książę zgodził się na odsprzedaż tych terenów, a wydział leśnictwa rządu prowincjonalnego w Opolu oszacował ich wartość na 45 000 marek.
W 1928 roku Adolf Kaschny oraz Adolf von Scharzkopf, prezydent komory książęcej mający upoważnienie samego księcia zawarli umowę notarialną kupna terenu o powierzchni 164 ha za 200 000 marek. Istniejącą w Oborze leśniczówkę zaadaptowano na restaurację leśną, na całym terenie wytyczono i zrobiono ścieżki spacerowe oraz urządzono place zabaw dla dzieci. W okresie zimowym korzystano z wytyczonego toru saneczkowego. Do lasu można było się dostać kolejką wąskotorową ze stacji Ratibor Plania wysiadając na stacji Lukasine, a także na otwartym później przystanku Ratibor Stadtwald, który znajdował się przy drodze prowadzącej do restauracji.
W 1830 roku zebrano w Oborze okazy rzadkich roślin, które znajdują się w zbiorach Uniwersytetu Wrocławskiego. Według naukowców, mimo 80–letniego użytkowania tego terenu jako obszar rekreacyjny, to zachował on liczne okazy rzadkich roślin. W 2000 roku powstało Arboretum Bramy Morawskiej, które swoim zasięgiem objęło cały obszar lasu komunalnego Obora. Arboretum Bramy Morawskiej jest członkiem Rady Ogrodów Botanicznych.

## Przyroda
Siedliska dominujące to: las mieszany zajmujący 127 ha (88% powierzchni), las świeży o powierzchni 14 ha (10%) oraz ols jesionowy – 3 ha (2%). Gatunkami dominującymi w lesie są sosna zwyczajna, która zajmuje 79 ha, świerk pospolity oraz dąb szypułkowy. Na obszarze lasu znajduje się 5-hektarowy obszar, na którym rosną 160-letnie sosny i dęby, lipy i świerki oraz ponad 100-letnie lipy i graby. Na terenie Obory występują rośliny podlegające ochronie, m.in. skrzyp olbrzymi, wawrzynek wilczełyko, bluszcz pospolity, kalina koralowa, storczyk męski.
W lesie znajdują się również dwa zagospodarowane stawy: Żabi i Cienisty, w których żyją liczne gatunki roślin wodnych i przybrzeżnych. Na wysepce stawu Cienistego rosną paprocie, azalie, tawułki, a na stromych obrzeżach zbiornika rośliny wodne. Łagodne brzegi stawu Żabiego sprzyjają roślinom siedlisk podmokłych, wokół stawu znajdują się rododendrony, a na wysepce funkie, irysy, tawułki.

## Rekreacja
W Oborze oprócz części botanicznej znajduje się także minizoo, w którym zgromadzono ok. 100 zwierząt, a wstęp do niego jest bezpłatny. Oprócz tego na terenie lasu znajduje się wczesnośredniowieczne kurhanowe cmentarzysko ciałopalne. Na terenie Obory wytyczone zostały ścieżki spacerowe. Zimą można korzystać ze znajdującego się na terenie lasu toru saneczkowego i skoczni narciarskiej. Przy Oborze mieści się także kąpielisko miejskie oraz miejsce kempingowe dla zwiedzających las i miasto. Przy wejściu do lasu wydzielono dla turystów bezpłatny parking, dostępna jest też znajdująca się na terenie ogrodu restauracja. Wzdłuż dolnej granicy arboretum wytyczona została trasa rowerowa. Od 2008 roku działa również park linowy.